# Gotthard Handrick
Gotthard Handrick   (Zittau, 25 d'octubre de 1908 - Ahrensburg, 30 de maig de 1978) va ser un pentatleta modern i pilot de caça alemany durant la Guerra Civil espanyola i la Segona Guerra Mundial.
El 1936 va prendre part en els Jocs Olímpics d'Estiu de Berlín, on guanyà la medalla de plata en la competició del pentatló modern.
El juliol de 1937 va ser nomenat Gruppenkommandeur del Jagdgruppe 88, una unitat que va lluitar a la Guerra Civil espanyola, on va aconseguir cinc victòries aèries mentre volava per a la Legió Còndor. El 14 d'abril de 1939 va rebre la Creu Espanyola d'Or amb Espases pel seu servei a la Guerra Civil espanyola.
En tornar a Alemanya va rebre el comandament del Jagdgeschwader 132 "Schlageter". Aquesta unitat es va convertir en el Jagdgeschwader 26 "Schlageter" l'1 de maig de 1939 i la va dirigir fins al 23 de juny de 1940. Posteriorment va servir a la Luftwaffenmission Rumänien sota el comandament del Generalleutnant Wilhelm Speidel. El 7 d'octubre i fins al 23 de juny de 1941 va comandar el Jagdgeschwader 52. El juny de 1941 passà a ser el Geschwaderkommodore del Jagdgeschwader 77.
El 17 d'octubre de 1943 va rebre la Creu d'Or d'Alemanya. El març de 1942 passà a comandar el Jagdgeschwader 5 a Noruega i el nord de Rússia. Des de juny de 1943 fins a juny de 1944 va ser Jagdfliegerführer Ostmark. Fins al final de la guerra fou comandant de la 8. Divisió de Caces a Àustria. Després de la guerra va treballar a Hamburg com a representant de la Daimler-Benz.